# Konrad III. (Oels)
Konrad III. von Oels (* 1354/1359; † 28. Dezember 1412) war von 1403 bis zu seinem Tod 1412 Herzog von Oels, Cosel, Steinau sowie halb Beuthen. Er entstammte dem Glogauer Zweig der Schlesischen Piasten. 

## Leben
Seine Eltern waren Konrad II. von Oels und Agnes († 1371), eine Tochter des Teschener Herzogs Kasimir I. Um 1380 heiratete er Jutta/Gutha († 1416/19), deren Herkunft nicht bekannt ist. Der Ehe entstammten fünf Söhne sowie zwei Töchter. Da die Söhne alle wie ihr Vater und ihr Großvater auf den Vornamen „Konrad“ getauft wurden, erhielten sie zur Unterscheidung individuelle Beinamen.
1. Konrad IV. „Senior“ († 1447), Herzog von Oels und Bernstadt; Bischof von Breslau
2. Konrad V. „Kanthner“ († 1439), Herzog von Oels, Cosel und halb Beuthen; ⚭ 1411 Margareta N. N. († 1449/50)
3. Konrad VI. „Dechant“, († 1427) Herzog von Oels und Steinau
4. Konrad VII. „der alte Weiße“ († 1452), Herzog von Oels u. a.; ⚭ 1. 1437 Katharina N. N. († um 1449); ⚭ 2. 1450, Name unbekannt
5. Konrad VIII. „der Junge“ († 1444/47), Herzog von Oels, Ritter des Deutschen Ordens
6. Eufemia († 1444); ⚭ 1. Kurfürst Albrecht III. von Sachsen-Wittenberg († 1422); ⚭ 2. 1432 den Fürsten Georg I. von Anhalt-Zerbst († 1474)
7. Hedwig († 1447/53), ⚭ 1423/30 Herzog Heinrich IX. von Glogau († 1467)

Nach dem Tod seines Vaters Konrad II. 1403 erbte Konrad III., der keine weiteren Geschwister hatte, dessen Besitzungen. 1410 kämpfte er zusammen mit seinem Sohn Konrad VII. für den Deutschen Orden in der Schlacht bei Tannenberg, wobei Konrad VII. in polnische Gefangenschaft geriet. 1411 war Konrad III. zusammen mit seinem ältesten Sohn Konrad IV. am Zustandekommen des Ersten Friedens von Thorn beteiligt. Nach einer relativ kurzen Regierungszeit von nur neun Jahren starb er 1412. Seine Söhne verwalteten den ererbten Besitz zunächst gemeinsam. Da der älteste Sohn Konrad IV. und der drittgeborene Konrad VI. die geistliche Laufbahn einschlugen und Konrad VIII. 1417 Ritter des Deutschen Ordens wurde, führten Konrad V. „der Kanthner“ und Konrad VII. „der alte Weiße“ die Regentschaft fort.